# Garrett Wilson
Garrett Wilson, född 30 maj 1991, är en kanadensisk professionell ishockeyspelare som tillhör NHL–organisationen Florida Panthers och spelar för San Antonio Rampage i AHL. Han har tidigare spelat på lägre nivåer för Cincinnati Cyclones i ECHL och Windsor Spitfires och Owen Sound Attack i OHL.
Wilson draftades i fjärde rundan i 2009 års draft av Florida Panthers som 107:e spelare totalt.

## Statistik
| 2006–2007   | Barrie Colts        |             | 64  | 37 | 33 | 70  | 92  | —  | —  | —  | —  | —  |
| 2007–2008   | Tecumseh Chiefs     | WOHL        | 46  | 11 | 26 | 37  | 40  | 14 | 13 | 8  | 21 | 22 |
|             | Windsor Spitfires   | OHL         | 7   | 1  | 0  | 1   | 2   | 3  | 0  | 0  | 0  | 0  |
| 2008–2009   | Owen Sound Attack   | OHL         | 53  | 17 | 18 | 35  | 44  | 4  | 1  | 3  | 4  | 7  |
| 2009–2010   | Owen Sound Attack   | OHL         | 65  | 36 | 26 | 62  | 80  | —  | —  | —  | —  | —  |
| 2010–2011   | Owen Sound Attack   | OHL         | 66  | 40 | 46 | 86  | 114 | 22 | 11 | 10 | 21 | 28 |
| 2011–2012   | San Antonio Rampage | AHL         | 11  | 1  | 0  | 1   | 2   | —  | —  | —  | —  | —  |
|             | Cincinnati Cyclones | ECHL        | 63  | 17 | 18 | 35  | 50  | —  | —  | —  | —  | —  |
| 2012–2013   | San Antonio Rampage | AHL         | 26  | 3  | 2  | 5   | 19  | —  | —  | —  | —  | —  |
|             | Cincinnati Cyclones | ECHL        | 38  | 19 | 10 | 29  | 56  | 15 | 4  | 1  | 5  | 17 |
| 2013–2014   | Florida Panthers    | NHL         | 3   | 0  | 0  | 0   | 0   | —  | —  | —  | —  | —  |
|             | San Antonio Rampage | AHL         | 65  | 12 | 16 | 28  | 54  | —  | —  | —  | —  | —  |
| NHL totalt  | NHL totalt          | NHL totalt  | 3   | 0  | 0  | 0   | 0   | —  | —  | —  | —  | —  |
| AHL totalt  | AHL totalt          | AHL totalt  | 102 | 16 | 18 | 34  | 75  | —  | —  | —  | —  | —  |
| ECHL totalt | ECHL totalt         | ECHL totalt | 101 | 36 | 28 | 64  | 106 | 15 | 4  | 1  | 5  | 17 |
| OHL totalt  | OHL totalt          | OHL totalt  | 191 | 94 | 90 | 184 | 240 | 29 | 12 | 13 | 25 | 35 |